# Велике Зуєво (Псковська область)
Велике Зуєво (рос. Большое Зуево) — присілок в Островському районі Псковської області Російської Федерації.
Населення становить 0 осіб. Входить до складу муніципального утворення Островська волость.

## Історія
Від 2015 року входить до складу муніципального утворення Островська волость.

## Населення
| 2001 | 2002 | 2010 | 2013 |
| ---- | ---- | ---- | ---- |
| 4    | ↘3   | ↗5   | ↘0   |